# Sjamaan

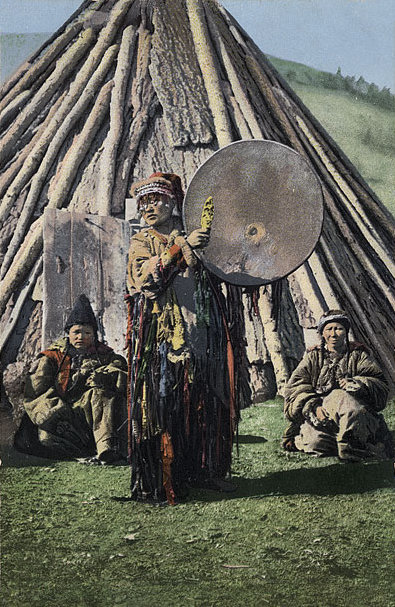
Altajse of Chakassische sjamaan beslaat de tamtam.

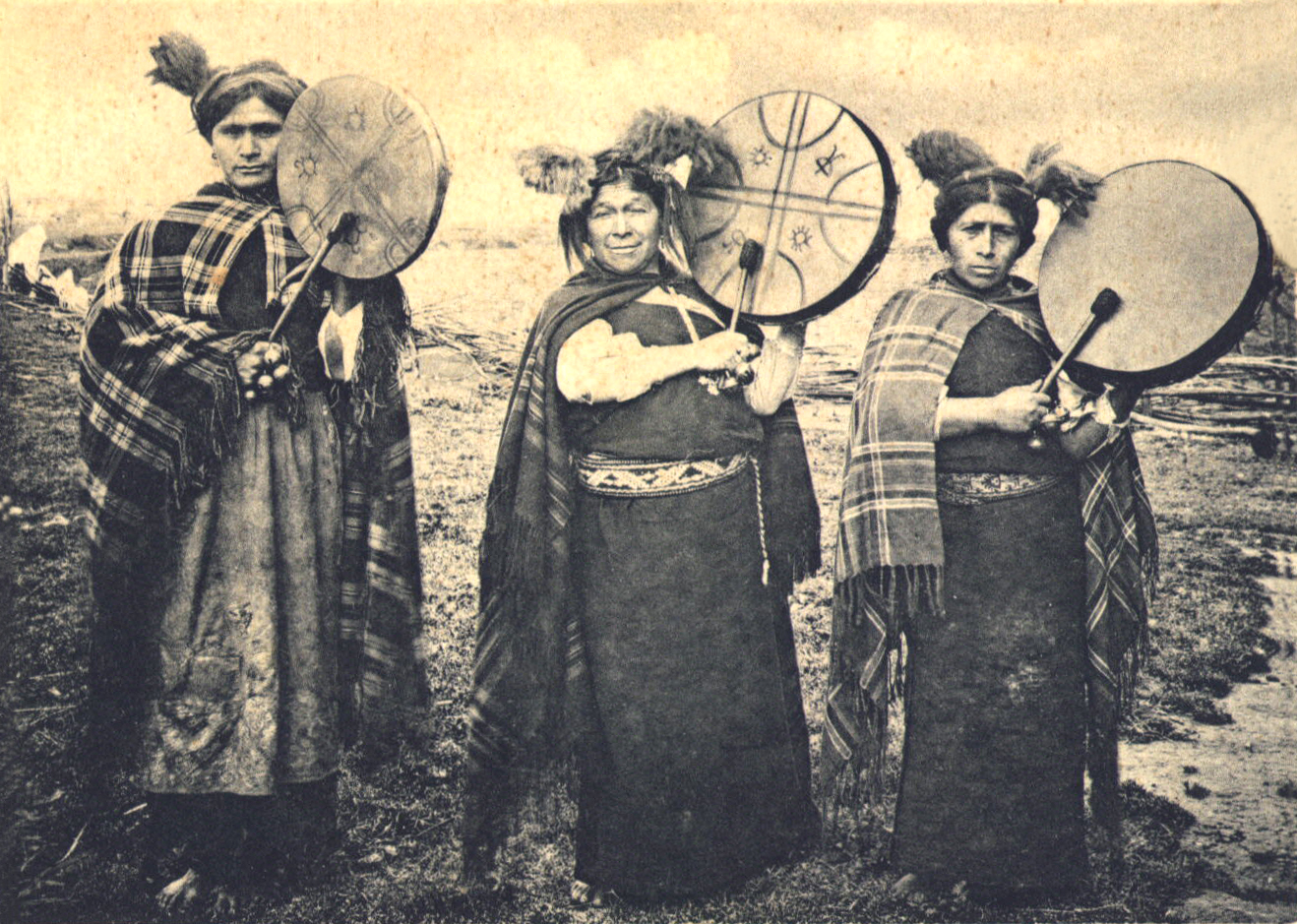
De Mapuche kennen de machi, 1903.

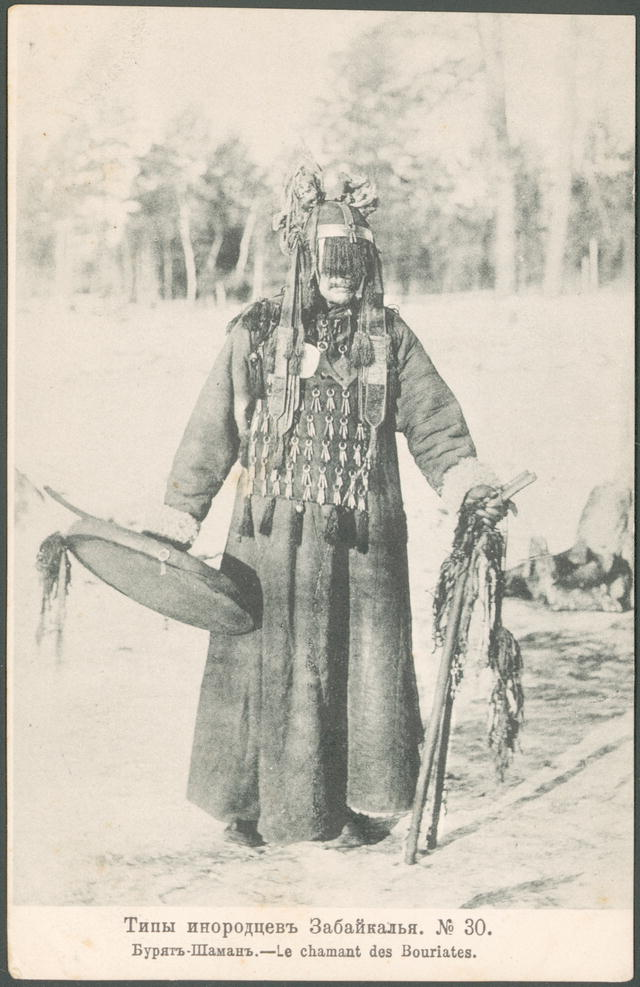
Een sjamaan uit Boerjatië, 1904

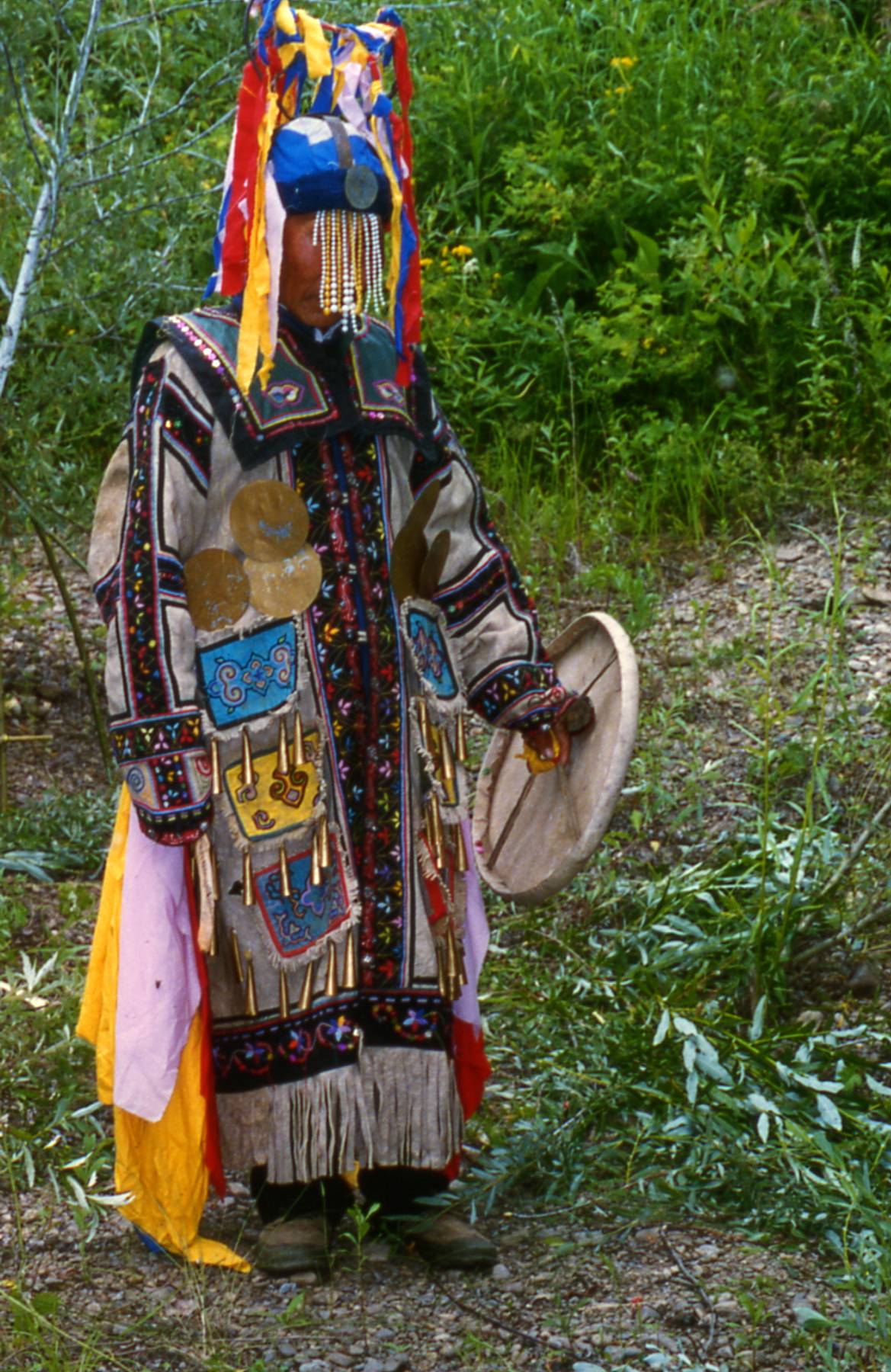
Chuonnasuan (1927-2000), de laatste sjamaan van de Oroqen, foto genomen door Richard Noll in juli 1994 in Mantsjoerije vlak bij de Amoergrens tussen China en Rusland (Siberië). Sjamanisme bij de Oroqen is nu verdwenen.

Een sjamaan, vrouwelijk sjamanka, is een priester en ziener die in zijn of haar gemeenschap de communicatie met de geestenwereld verzekert en magie aanwendt om zieken te genezen, voorspellingen te doen en gebeurtenissen onder controle te brengen. De methode die daarvoor gebruikt wordt is het opwekken van een toestand van trance of andere bewustzijnsverandering. Hoewel er diverse lokale verschillen zijn, treedt men gewoonlijk op als bemiddelaar tussen de geesten van overleden voorouders en leden van de gemeenschap. Een verwant begrip is medicijnman, die een vergelijkbare functie heeft bij de oorspronkelijke (Indiaanse) volkeren van Noord-Amerika.
Het voornaamste verschil tussen sjamanen uit Siberië en medicijnmannen en -vrouwen bij de Amerikaans-Indiaanse volkeren uit Noord-Amerika is dat de eersten direct in contact met de geestenwereld treden door een extatische vorm van uittreding, terwijl de tweede groep (soms) op indirecte wijze de geestenwereld benadert met bepaalde ceremonieën en rituelen.
Ook de Jakoeten hebben een sjamaan.

## Etymologie
Het woord sjamaan komt uit het Siberische Evenks en betekent letterlijk: (hij of zij) die weet. Het begrip is door westerse antropologen en aanhangers van New Age abusievelijk gebruikt om de medicijnmannen van de Amerikaans-Indiaanse volkeren aan te duiden. Het gebruik van de term sjamaan voor medicijnman of -vrouw wordt door velen van hen als beledigend opgevat, omdat het begrip geheel voorbijgaat aan hun eigen cultuur.

## Rol
De voornaamste rol van de sjamaan is medische zorg te verstrekken en voorzien in andere communautaire behoeften tijdens crisistijden door gebruik te maken van bovennatuurlijke middelen. De sjamaan communiceert op directe wijze met entiteiten op het "geestelijke vlak" om hulp aan hen te vragen om de behoeften van hun gemeenschappen te dienen. Zowel mannen als vrouwen kunnen sjamaan zijn, afhankelijk van culturele traditie.

## Methodes en technieken
Een sjamaan gebruikt verschillende methodes, technieken, (systematische manieren en handelingen) en (hulp)middelen, om tot uittreding (extase) of bewustzijnsverandering te komen. De bewustzijnsverandering heeft tot doel in contact te treden met de 'niet-alledaagse werkelijkheid' of de wereld van de geest om zodoende de axis mundi (de wereldas) te kunnen bereizen en met andere geesten in contact te treden. Zo kan er kennis en kracht vanuit andere werelden aangevoerd worden. De methodes en technieken zijn divers en vaak worden er meerdere tegelijk gebruikt. De meest gebruikte (hulp)middelen en methodes staan in onderstaand overzicht.
| Door sjamanen gebruikte middelen om tot bewustzijnsverandering te komen | Door sjamanen gebruikte middelen om tot bewustzijnsverandering te komen                                  |
| Plantaardige middelen (entheogenen) | Andere manieren                                                                                          |
| --- | --- |
| - paddo's - cannabis - tabak - San Pedro-cactus - peyote - ayahuasca - thuja - doornappel - wolfskers - vliegenzwam - ibogaïne - morning glory - echte salie - Salvia divinorum - Argyreia nervosa | - rituele handelingen - dans - zang - muziek - trommel - rammelaar - ratel - gedicht - vasten - zweethut |

## Afbeeldingen

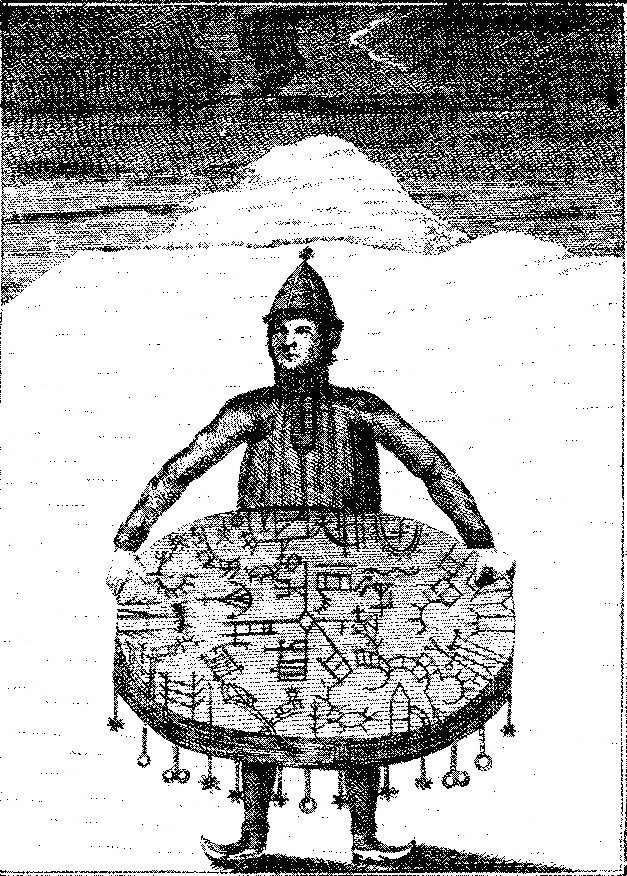
Kopergravure met sjamaan en zijn magische trommel (meavrresgárri), 1767
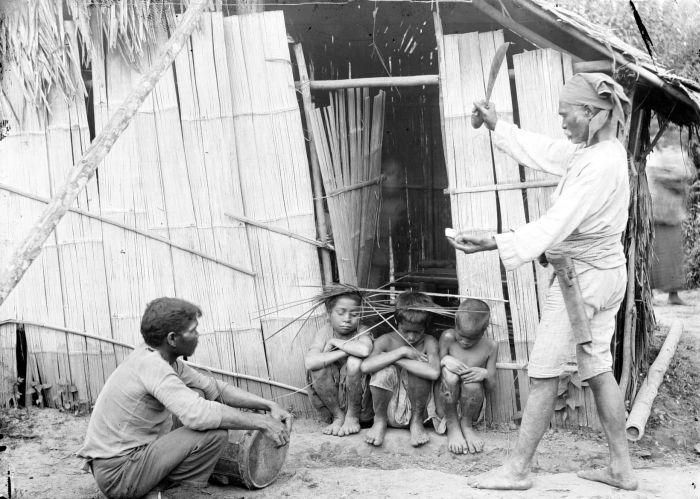
Een sjamaan op Zuid-Boeroe bezweert boze geesten de kinderen te verlaten, waarbij hij een geldstuk en een sirihnoot offert.
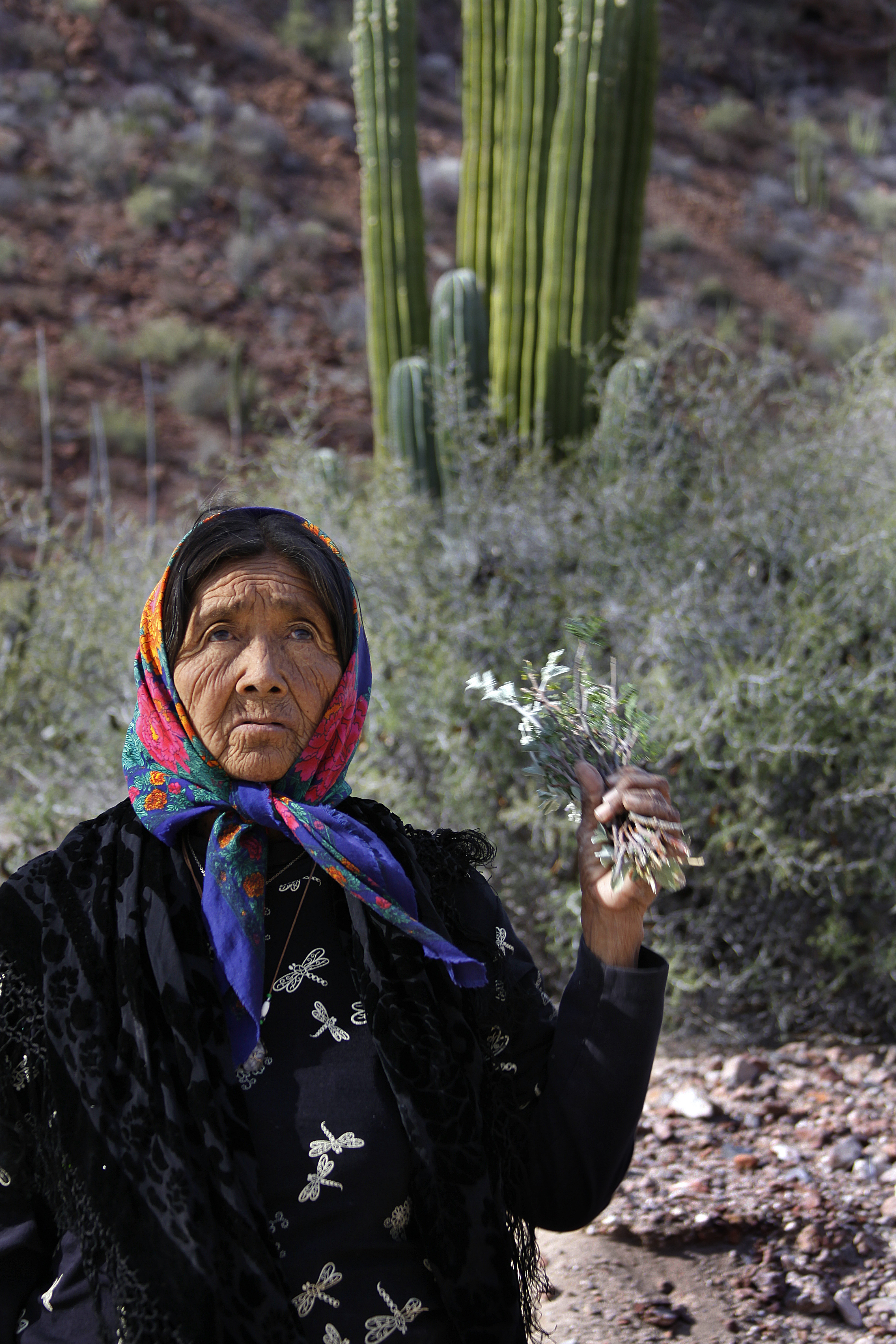
Doña Ramona, sjamaan van de Punta Chueca in de Mexicaanse plaats Sonora
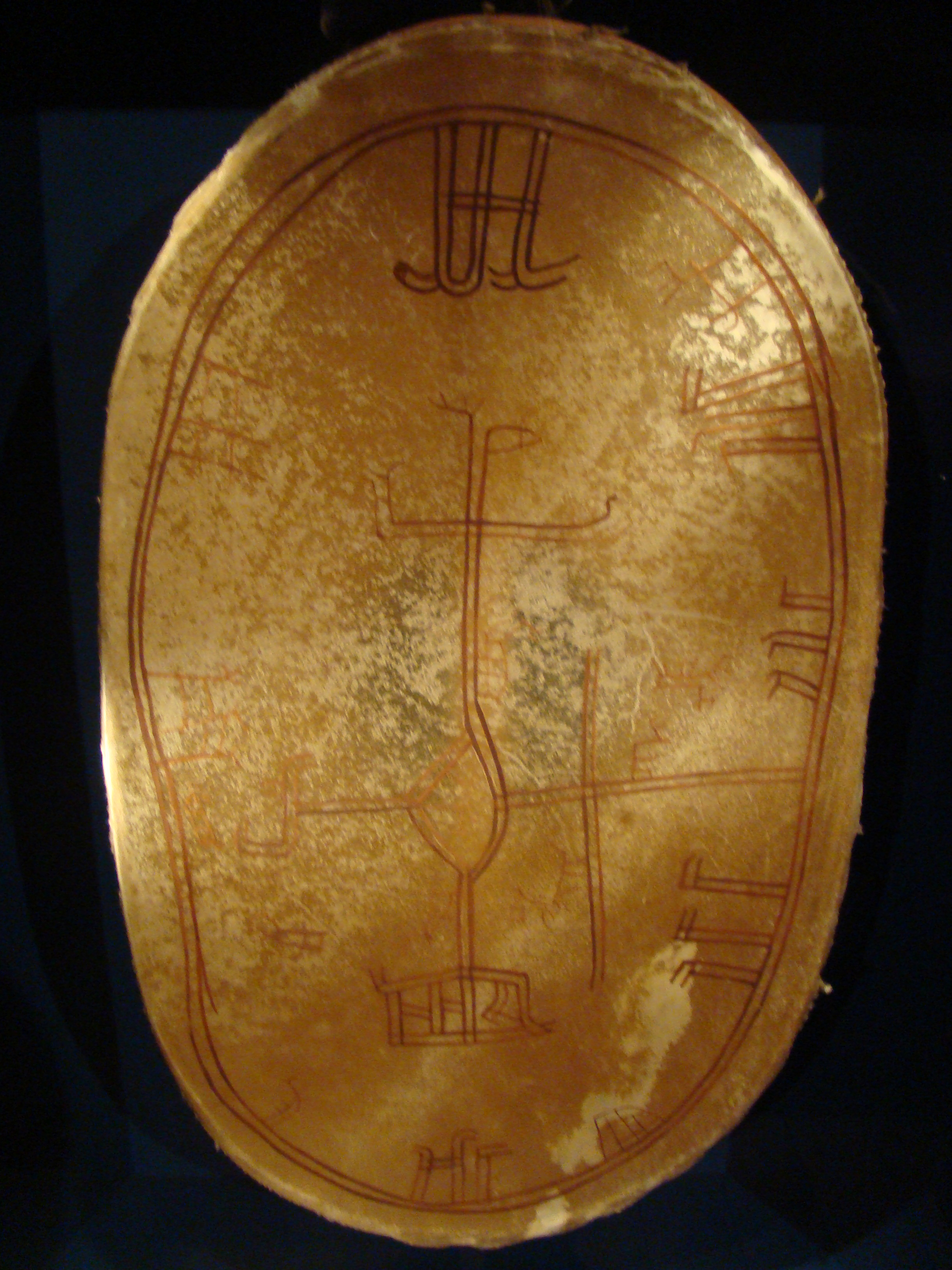
Trommel van een sjamaan, museum in Finland
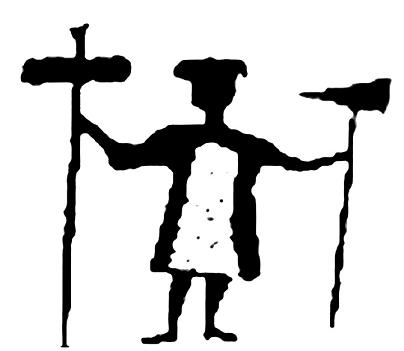
Thor, Horagalles of Thoragales, een rune op een rituele trommel uit Noorwegen, 1871
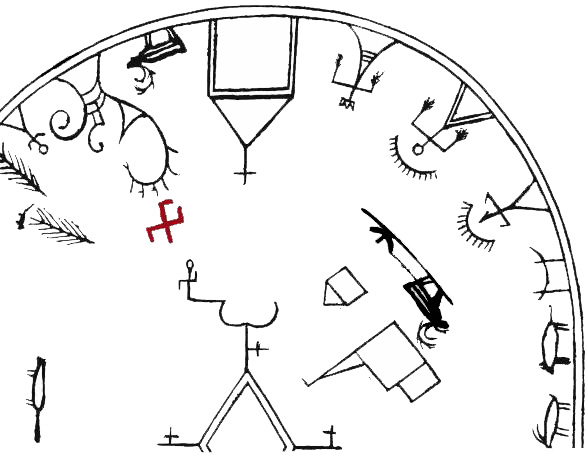
Thor, Tiermes of Horagalles op een trommel, eind zeventiende eeuw (in rood de hamer van Thor)
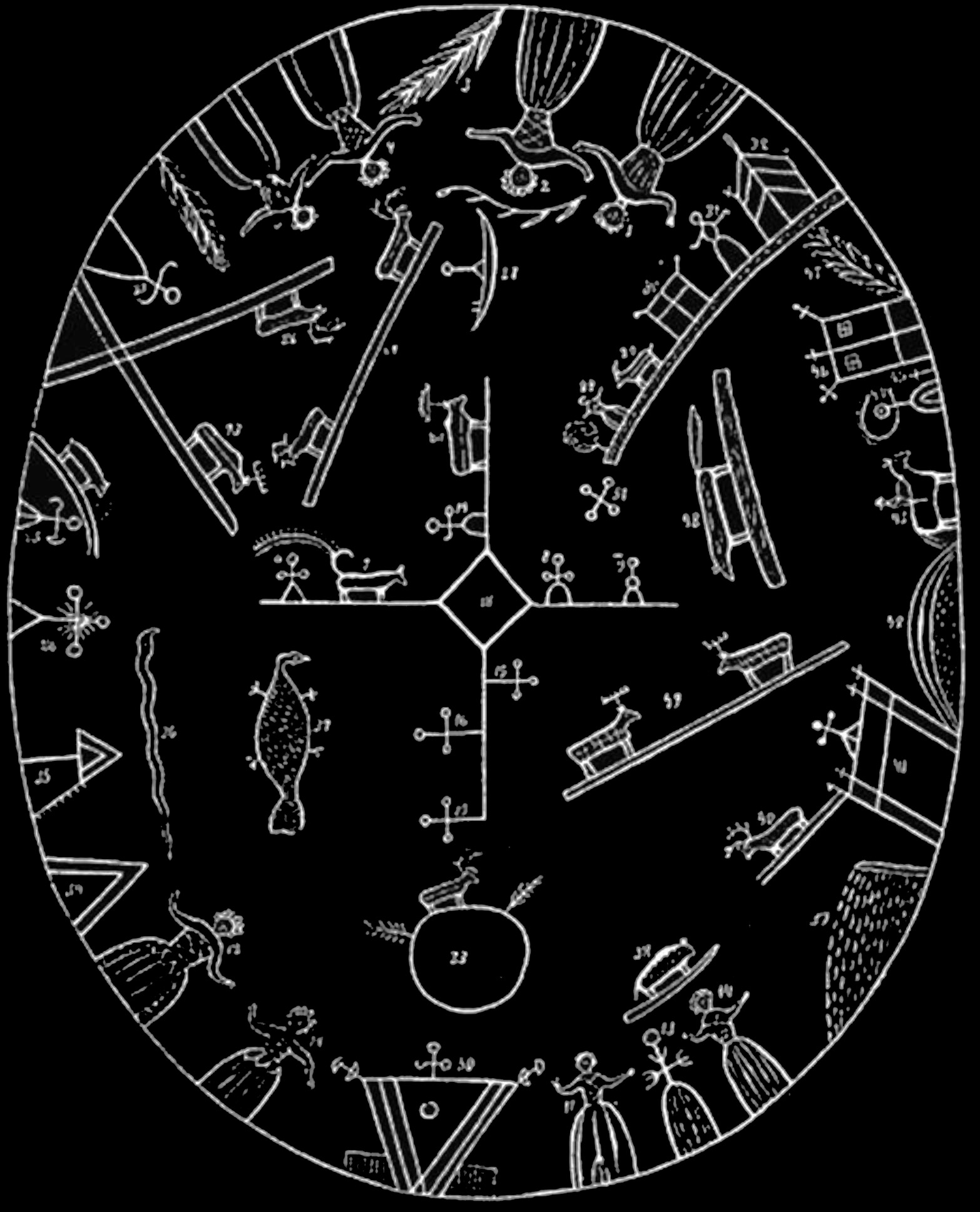
Saami-runentrommel

## Trivia
De Evenken (Toengoezen) nabij de Amoer beschouwden Mamaldi en Khadau als het eerste mensenpaar, de ouders van de eerste sjamaan. Khadou schiep de zielen en Mamaldi blies ze leven in.

## Voetnoten
1. ↑  Encyclopedie van de Oosterse mythologie, Rachel Storm